# Tvøroyri
Tvøroyri es una localidad y un municipio de las Islas Feroe (Dinamarca), en Suðuroy. El pueblo tiene una población de 809 habitantes en 2011, y el municipio, que incluye otras cuatro localidades estadísticamente diferenciadas, suma un total de 1.727 personas.
Se localiza en el norte del Trongisvágsfjørður, en la costa oriental de Suðuroy.

## Historia

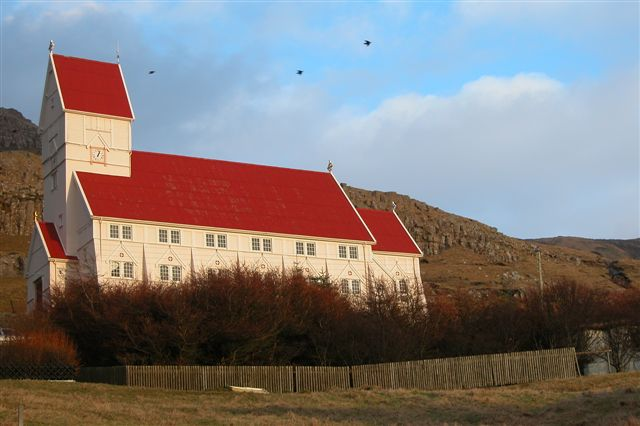
La iglesia de Tvøroyri.

Tvøroyri es la localidad más reciente de Suðuroy. Fue fundada en 1836, después de que el monopolio comercial danés estableciera una sucursal en el lugar. El área pertenecía a pobladores de Froðba, y Tvøroyri creció lenta pero constantemente hasta superar en población a la localidad vecina, cuyos orígenes se remontan a la era de las sagas. En el primer año vivían 10 personas en Tvøroyri, y en 1860 66 personas. La iglesia de Froðba se trasladó a Tvøroyri debido al crecimiento de esta última, pero pronto resultó demasiado pequeña y en 1908 fue sustituida por la actual iglesia de Tvøroyri.
Poco después de iniciado el siglo XX, el pueblo contaba, además de comerciantes, con sastre, zapatero, relojero, encuadernador, barbero y panadero. En el período de entreguerras vivían en Tvøroyri 600 habitantes, y era la segunda localidad más poblada de las Feroe, hasta que fue superada por Klaksvík en 1940.

## Demografía
El municipio tiene cinco localidades estadística e históricamente separadas, pero todas ellas conforman prácticamente una sola unidad poblacional a lo largo del Trongisvágsfjørður, en especial Froðba, Tvøroyri y Trongisvágur. La localidad más aislada es Øravík.

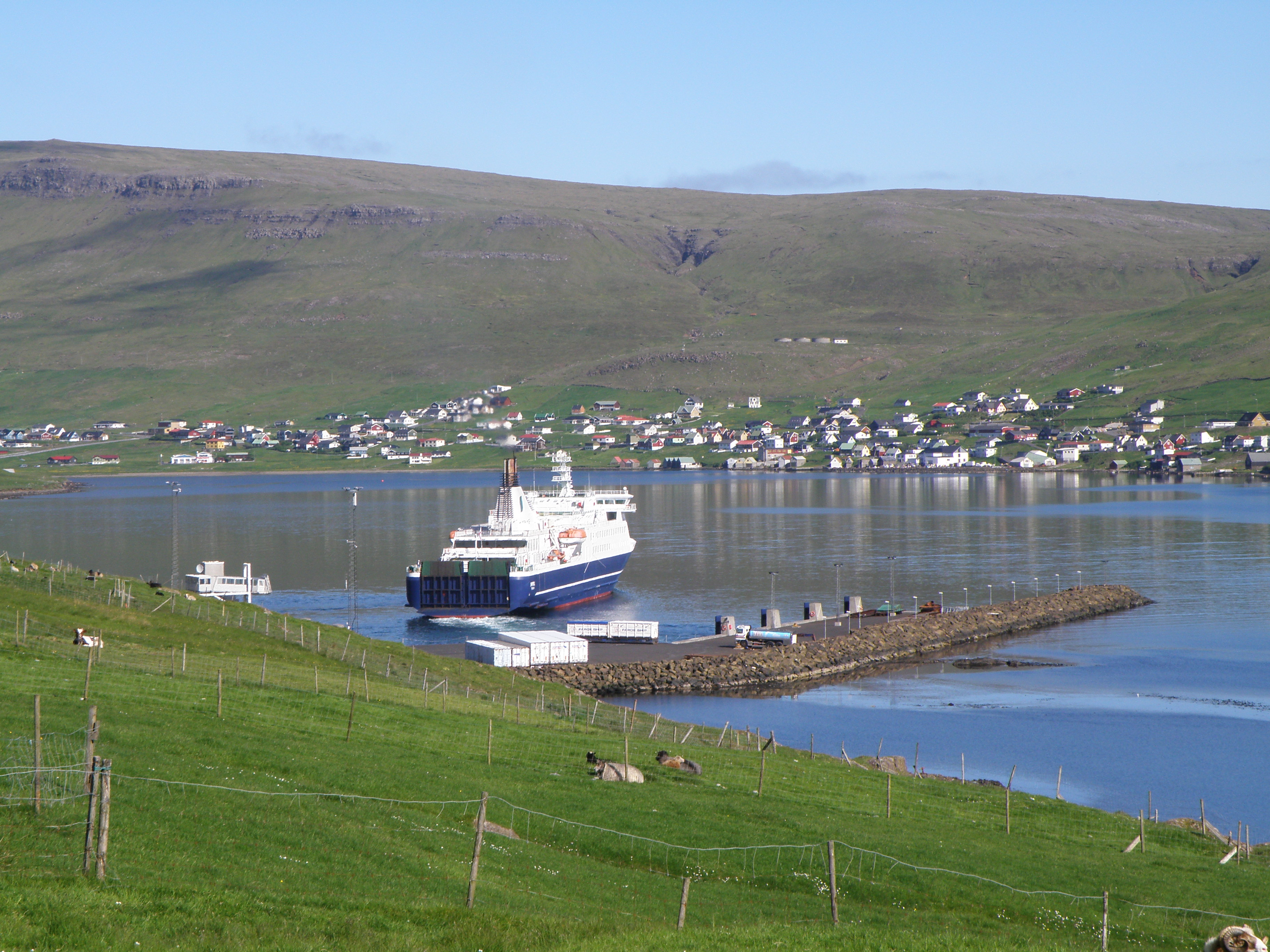
El puerto de Krambatangi.

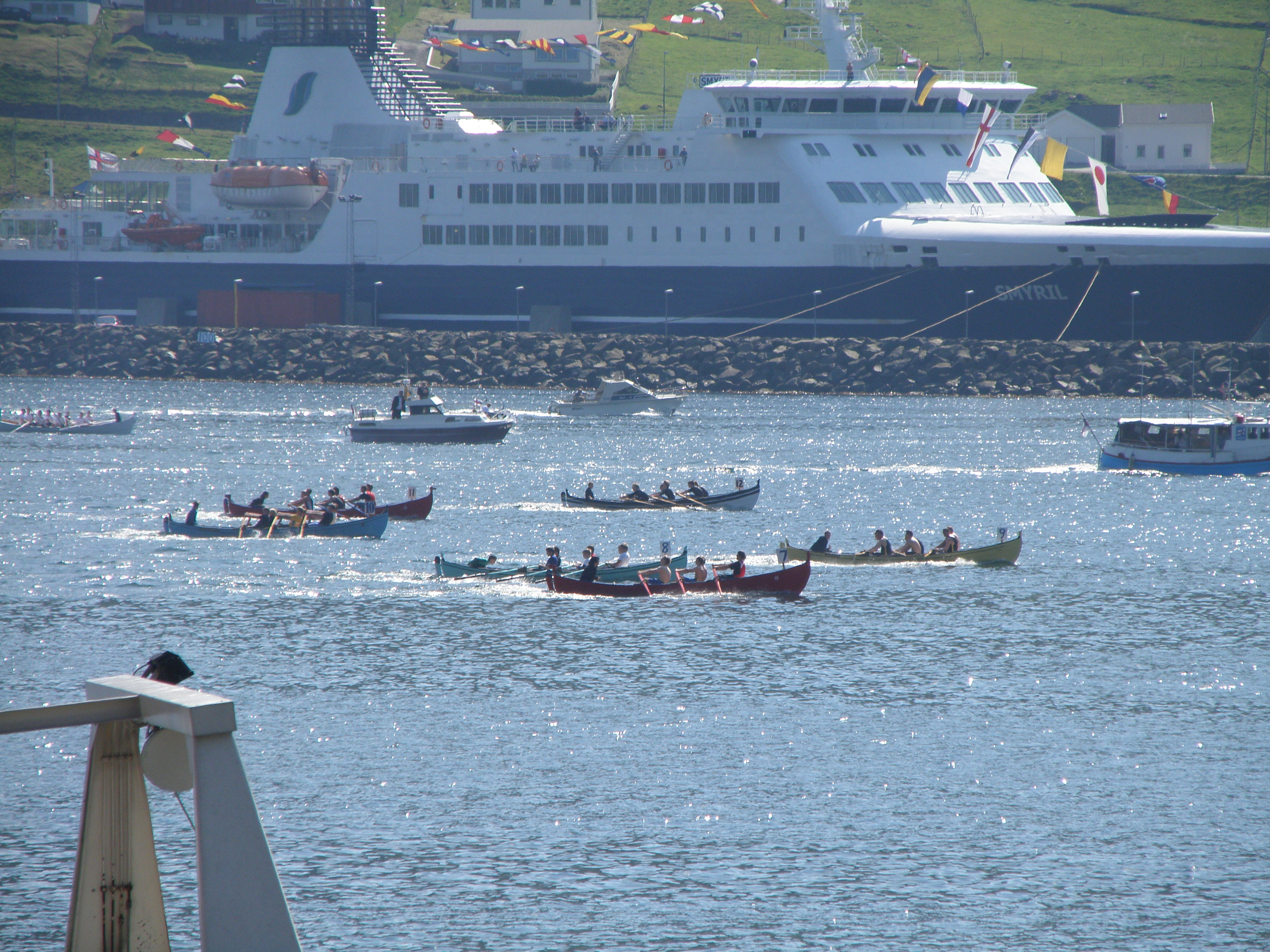
Competición en el fiordo, durante el festival de San Juan.

| Localidad    | Hab.  |
| ------------ | ----- |
| Froðba       | 284   |
| Øravík       | 43    |
| Øravíkarlíð  | 69    |
| Trongisvágur | 522   |
| Tvøroyri     | 809   |
| TOTAL        | 1.727 |

## Infraestructura
Dentro del término municipal de Tvøroyri se encuentra el puerto Krambatangi, donde la compañía Strandfaraskip Landsins ofrece servicio de transbordador entre Suðuroy y Tórshavn 2 o 3 veces al día. Por lo tanto, para salir de la isla es necesario pasar por Tvøroyri. Para ello, el municipio se encuentra comunicado con el resto de la isla a través de carreteras y autobuses. Una línea llega a Sumba, en el extremo sur de la isla; otra línea se dirige a Sandvík, en el norte, y a Fámjin, en el oeste.
En Tvøroyri hay un pequeño hotel, y el hospital regional de Suðuroy. Su puerto pesquero y comercial es, junto con el de Vágur, el más importante de la isla.

## Cultura y deporte
Tvøroyri y Vágur alternan cada año para celebrar el festival de San Juan (Jóansøka) en el último fin de semana de junio. Es un festival menor comparado con la fiesta de San Olaf (Ólavsøka) que se celebra cada verano en Tórshavn. Hay eventos culturales y competencias de remo.
El TB Tvøroyri es el club de fútbol más antiguo de las Islas Feroe. Fue fundado en 1892 y en la temporada 2011 juega en la liga de segundo nivel.
Hay un pequeño museo, el Museo de Historia y del Mar de Tvøroyri.
La iglesia de Tvøroyri se levanta en los más alto del poblado. Es una iglesia construida en Noruega a principios del siglo XX y trasladada pieza por pieza a su emplazamiento actual en 1908.

## Política
El municipio de Tvøroyri es gobernado por un concejo municipal compuesto por 7 concejales. El alcalde  actual, Kristin Michelsen, pertenece a al Partido de la Igualdad.
Los primeros ministros de las Islas Feroe, Peter Mohr Dam, Atli Dam y Jóannes Eidesgaard, nacieron en Tvøroyri.